# Giuseppe Antonio Ermenegildo Prisco
 Giuseppe Antonio Ermenegildo Prisco (né le 8 décembre 1833 à Boscotrecase  et mort le 4 février 1923 à Naples) est un cardinal italien de la fin du XIXe siècle et du début du XXe siècle.

## Biographie
Prisco est élu archevêque de Naples en 1898. Le pape Léon XIII le crée cardinal lors du consistoire du 30 novembre 1896
Prisco participe au conclave de 1903, lors duquel Pie X est élu pape et au conclave de 1914 (élection de Benoît XV), mais pas au conclave de 1922 (élection de Pie XI) pour des raisons de santé.